# Hüsnü Savman
Hüsnü Savman (* 18. August 1908 in Gönen; † 8. März 1945 in Istanbul) war ein türkischer Fußballspieler. Durch seine langjährige Tätigkeit für Beşiktaş Istanbul wird er sehr stark mit diesem Verein assoziiert und von Vereins- und Fanseiten als wichtige Persönlichkeit der Vereinsgeschichte bezeichnet. Er spielte während seiner Beşiktaş-Zeit mit für den Verein legendären Spielern wie Hakkı Yeten, Şeref Görkey, Hüseyin Saygun, Eşref Bilgiç, İbrahim Tusder, Şükrü Gülesin und Şevket Yorulmaz zusammen und war ein wichtiger Teil jener Mannschaft, die in den Jahren von 1933 bis 1943 sechs Mal mit der Istanbuler Meisterschaft den damals wichtigste Titel im türkischen Fußball, davon fünf Titel in Folge, gewinnen konnte. Gegen Ende seiner Karriere trug er eine unbestimmte Zeit lang bei Beşiktaş auch die Kapitänsbinde. Die Anhänger Beşiktaş' nannten ihn zu Spielerzeiten aufgrund seiner väterlichen Art Baba Hüsnü (dt.: Vater Hüsnü).

## Spielerkarriere

### Verein
Savman fiel den Verantwortlichen Beşiktaş Istanbuls während einer Turnierreise in die westtürkische Stadt Bandırma auf. Der Vereinsfunktionär Şeref Bey veranlasste daraufhin, dass der damals 18-jährige Savman mit nach Istanbul genommen wurde. Nach einem Jahr in der Nachwuchsabteilung Beşiktaş' wurde er zur Saison 1927/28 in den Kader der Fußballmannschaft Beşiktaş' aufgenommen. Zum Zeitpunkt seines Eintritts in den Profikader spielte sein Verein in der İstanbul Futbol Ligi (dt. Istanbuler Fußballliga). Da es damals in der Türkei keine landesübergreifende Profiliga gab, bestanden stattdessen in den Ballungszentren wie Istanbul, Ankara und Izmir regionale Ligen, von denen die İstanbul Ligi (auch İstanbul Futbol Ligi genannt) als die Renommierteste galt. In seiner ersten Saison kam er trotz seines jungen Alters in zwei Ligaspielen zum Einsatz. Da die Liga wegen der Olympischen Sommerspiele 1928 nach zwei Spieltagen nicht fortgesetzt wurde, konnte auch Savman keine weiteren Spiele für sein Verein absolvieren. Bereits in seiner zweiten Saison etablierte er sich als Stammspieler.
Nachdem er mit seinem Verein sechs Spielzeiten lang ohne Titel geblieben war, konnte er in der Saison 1933/34 mit seiner Mannschaft die Istanbuler Meisterschaft holen. Trotz dieses Titels erreichte Savman mit seinem Team die nächsten vier Spielzeiten keinen Titelgewinn. Erst in der Saison 1938/39 konnte er mit seiner Mannschaft die Meisterschaft der Istanbuler Fußballliga gewinnen. In den nachfolgenden vier Jahren gelang Savman mit seiner Mannschaft vier Mal die Titelverteidigung in der Istanbuler Meisterschaft. Dadurch wurden mehrere Ligarekorde gebrochen. Zudem wurde in der Saison 1941 die Millî Küme gewonnen, eine Art Meisterschaft, an der die Mannschaften der drei Großstädte Istanbul, Ankara und Izmir teilnahmen. Savman spielte während seiner Karriere überwiegend als Linksverteidiger. Allerdings spielte er übergangsweise auch als Stürmer. So war er in der Meisterschaftssaison 1939/40 phasenweise als Stürmer aktiv und erzielt in neun Ligaspielen 13 Tore.
Nach der titellosen Saison 1943/44 beendete Savman seine Karriere.

### Nationalmannschaft
Savman begann seine Nationalmannschaftskarriere 1928 mit einem Einsatz für die türkische Nationalmannschaft im Testspiel gegen Jugoslawien. Mit dieser Begegnung absolvierte er sein erstes Länderspiel. Bis zum Jahr 1937 absolvierte er sieben weitere Länderspiele und trug bei seinen drei letzten Einsätzen auch die Kapitänsbinde.
Mit der Türkischen Auswahl nahm Savman an den Olympischen Sommerspielen 1936 teil. Zudem nahm er mit der Nationalmannschaft am Balkan-Cup 1931 teil und wurde mit dieser Silbermedaillengewinner.

## Erfolge
Mit Beşiktaş Istanbul
- Meister der İstanbul Futbol Ligi: 1933/34, 1938/39, 1939/40, 1940/41, 1941/42, 1942/43
- Meister der Millî Küme: 1941
- Meister der Maarif Mükafatı: 1943/44
- İstanbul-Pokalsieger: 1943/44
- Premierminister-Pokalsieger: 1943/44

Mit der Türkischen Nationalmannschaft
- Teilnahme an den Olympischen Sommerspielen: 1936
- Zweiter des Balkan-Cups: 1931